# BRANU
BRANU株式会社（ブラニュー、英: BRANU Inc.）は東京都港区に本社を置き、建設業関連のインターネットサービスを提供する日本の゙テック企業。

## 概要
2009年8月、創業者で代表の名富達哉がブラニュー株式会社を創業。建設事業向けマッチングサイト「CAREECON」や、建設業向け統合型ビジネスツール「CAREECON Plus」のほか、DXコンサルティングなどを展開。
2019年2月、リブランディングを実施し、社名をBRANU株式会社に変更。2024年6月現在で、累計5,000社以上を支援。以来、一貫して中小建設事業者に特化したDXの支援事業を展開。

## 沿革
- 2009年8月 - 東京都港区にブラニュー株式会社を設立。
- 2009年9月 - 建設業向けマーケティングツール提供開始。
- 2014年11月 - 建設事業者向けマッチングサイト「CAREECON」運営開始。
- 2018年3月 - 渡辺パイプ株式会社と業務提携。
- 2019年2月 - リブランディングを実施し、社名をBRANU株式会社に変更。
- 2019年7月 -「CAREECON 建設DX Platform」プロジェクトを開始。
- 2019年11月 - クラウド型施工管理ツール提供開始。
- 2020年5月 - 国土交通省「i-construction推進コンソーシアム」に加盟[8]。
- 2021年11月-藤井産業株式会社 電設部門とパートナー契約[9]。
- 2023年2月 - ハンズオン型DXコンサルティング提供開始。
- 2023年5月 - 建設業向け統合型ビジネスツール「CAREECON Plus」提供開始。
- 2024年6月 - 建設業経営サポートAI「BRANU BRAIN」プロジェクトを開始。
- 2025年3月 - 「CAREECON Plus」の経営管理機能をリリース[10]。

## 認証・認定
- Smart SME Supporter（経済産業省認定）第29号 2320014(20)
- i-Construction
- ISO/IEC27001 JUSE-IR-473
- isms-AC ISMS ISR005

## 加盟団体
公益財団法人 暴力団追放運動推進都民センター

## 参考サイト
- ゼネコン出身の建設業界に通じる仲間を得て、ボトムアップで業界のDX化に挑む（talentbook、2021-12-15）